# جادیور
جادیور (انگلیسی: Jadever) شرکت عمده‌فروشی تایوانی است، که در سال ۱۹۸۶ تأسیس شد.